# Notoplites cassiduloides
Notoplites cassiduloides är en mossdjursart som beskrevs av Jean-Loup d'Hondt och Gordon 1996. Notoplites cassiduloides ingår i släktet Notoplites och familjen Candidae. Inga underarter finns listade i Catalogue of Life.